# Club Atlético de Madrid 2009-2010
Questa voce raccoglie le informazioni riguardanti il Club Atlético de Madrid nelle competizioni ufficiali della stagione 2009-2010.

## Stagione
Nella stagione 2009-2010 i colchoneros, allenati da Abel Resino e poi dall'11ª giornata da Quique Sánchez Flores, terminano la stagione al nono posto. In Coppa del Re l'Atlético Madrid perde in finale col Siviglia. In Champions League l'Atlético viene eliminato già alla fase a gironi, piazzandosi terzo. In virtù di tale classificazione viene ammesso alla fase a eliminazione diretta dell'Europa League, vincendo per la prima volta nella sua storia tale trofeo, battendo in finale gli inglesi del Fulham ai tempi supplementari. I Rojiblancos tornano così a vincere un trofeo europeo dopo 48 anni.

## Divisa
Vengono confermate le divise della stagione precedente, con in aggiunta un colletto e con i calzettoni di colore rosso. Il fornitore tecnico (Nike, in uso dal 2001) e quello ufficiale (Kia) rimangono invariati.
| Casa | Trasferta |  |

## Rosa

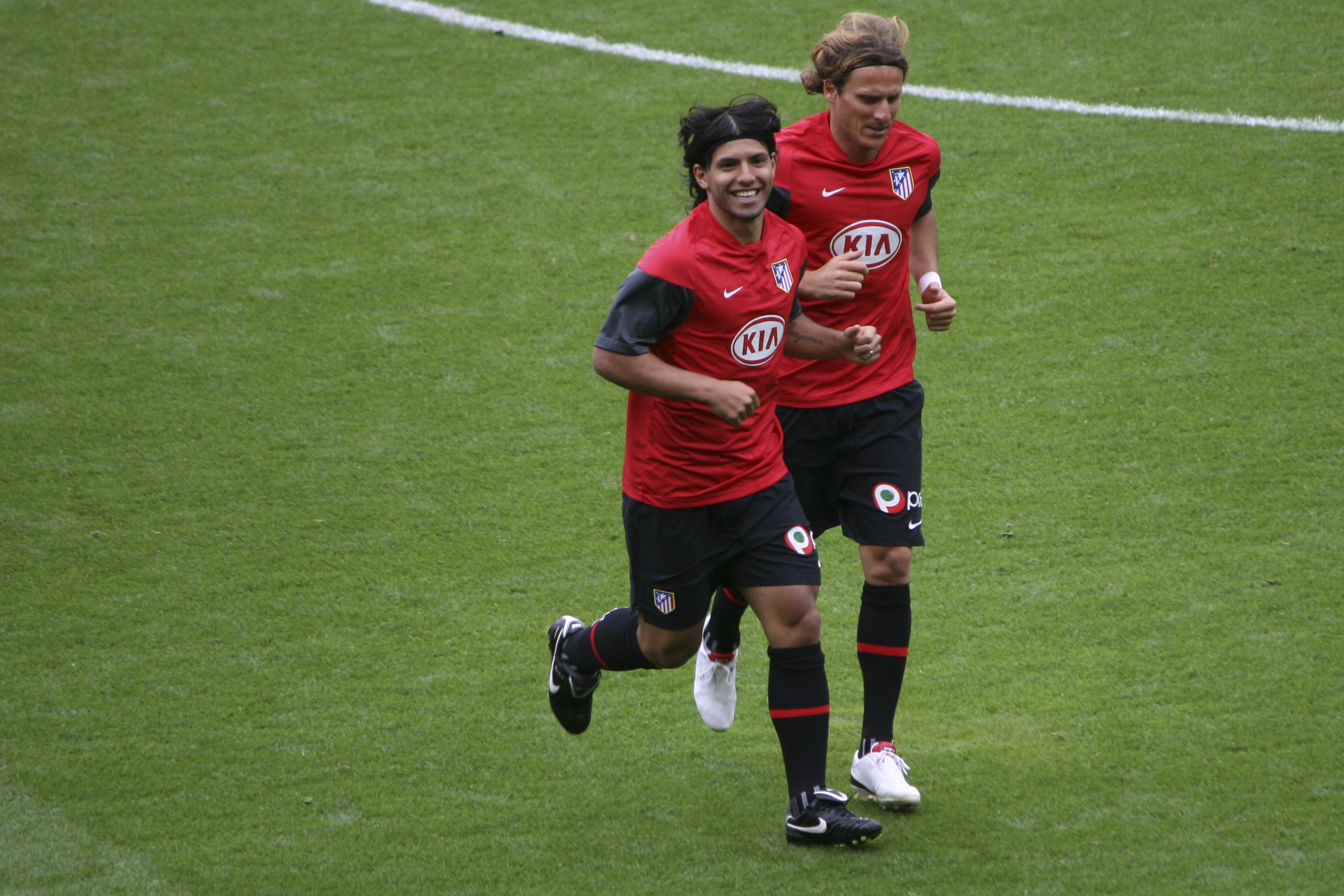
Forlán e Agüero in allenamento

| N. |                       | Ruolo | Calciatore               |
| -- | --------------------- | ----- | ------------------------ |
| 1  | Spagna (bandiera)     | P     | Sergio Asenjo            |
| 2  | Spagna (bandiera)     | D     | Juan Valera              |
| 3  | Spagna (bandiera)     | D     | Antonio López (Capitano) |
| 4  | Spagna (bandiera)     | D     | Mariano Pernía           |
| 5  | Portogallo (bandiera) | C     | Tiago                    |
| 6  | Spagna (bandiera)     | C     | Ignacio Camacho          |
| 7  | Uruguay (bandiera)    | A     | Diego Forlán             |
| 8  | Spagna (bandiera)     | C     | Raúl García              |
| 9  | Spagna (bandiera)     | C     | José Manuel Jurado       |
| 10 | Argentina (bandiera)  | A     | Sergio Agüero            |
| 11 | Argentina (bandiera)  | C     | Maxi Rodríguez           |
| 12 | Brasile (bandiera)    | C     | Paulo Assunção           |
| 13 | Spagna (bandiera)     | P     | Roberto Jiménez Gago     |
| 14 | Francia (bandiera)    | A     | Florent Sinama-Pongolle  |

| N. |                       | Ruolo | Calciatore            |
| -- | --------------------- | ----- | --------------------- |
| 14 | Argentina (bandiera)  | A     | Eduardo Salvio        |
| 16 | Spagna (bandiera)     | D     | Juanito               |
| 17 | Rep. Ceca (bandiera)  | D     | Tomáš Ujfaluši        |
| 18 | Spagna (bandiera)     | D     | Álvaro Domínguez Soto |
| 19 | Spagna (bandiera)     | C     | José Antonio Reyes    |
| 20 | Portogallo (bandiera) | C     | Simão Sabrosa         |
| 21 | Colombia (bandiera)   | D     | Luis Perea            |
| 22 | Spagna (bandiera)     | D     | Pablo Ibáñez          |
| 23 | Brasile (bandiera)    | C     | Cléber Santana        |
| 24 | Uruguay (bandiera)    | D     | Leandro Cabrera       |
| 26 | Spagna (bandiera)     | C     | Keko                  |
| 27 | Spagna (bandiera)     | A     | Borja Bastón          |
| 29 | Spagna (bandiera)     | C     | Koke                  |
| 43 | Spagna (bandiera)     | P     | David de Gea          |

## Calciomercato

### Sessione invernale
| Arrivi | Arrivi         | Arrivi | Arrivi                 |
| R.     | Nome           | da     | Modalità               |
| ------ | -------------- | ------ | ---------------------- |
| A      | Eduardo Salvio | Lanús  | definitivo (10 mln. €) |

| Cessioni | Cessioni                | Cessioni         | Cessioni                |
| R.       | Nome                    | a                | Modalità                |
| -------- | ----------------------- | ---------------- | ----------------------- |
| D        | Maxi Rodríguez          | Liverpool        | definitivo (15 mln. £)  |
| A        | Florent Sinama-Pongolle | Sporting Lisbona | definitivo (6,5 mln. €) |

## Risultati

### Coppa del Re
| Arbitro: | Miguel Ángel Ayza Gámez |

|  |           |                             |
|  | Marcatori | 18’ (aut.) Troyano 36’ Maxi |

| Arbitro: | Javier Estrada Fernández |

|                                               |           |  |
| Jurado 11’ Sinama 16’ Maxi 21’, 30’, 47’, 63’ | Marcatori |  |

| Arbitro: | José Luis González González |

|                                         |           |  |
| Fornaroli 13’ Barrales 23’ Candeias 88’ | Marcatori |  |

| Arbitro: | Carlos Delgado Ferreiro |

|                                                          |           |             |
| Simão 22’, 83’ Agüero 24’ Ujfaluši 38’ Troest 62’ (aut.) | Marcatori | 71’ Carmona |

| Arbitro: | Undiano Mallenco |

|           |           |               |
| Tiago 10’ | Marcatori | 2’ Trashorras |

| Arbitro: | Miguel Ángel Pérez Lasa |

|  |           |            |
|  | Marcatori | 25’ Forlán |

| Arbitro: | Mateu Lahoz |

|                                                  |           |  |
| Simão 8’ Reyes 39’ Forlán 63’ (rig.), 72’ (rig.) | Marcatori |  |

| Arbitro: | Undiano Mallenco |

|                                       |           |                      |
| Valera 2’ (aut.) Xisco 86’ Tchité 88’ | Marcatori | 7’ Valera 51’ Jurado |

| Arbitro: | Manuel Enrique Mejuto González |

|  |           |                      |
|  | Marcatori | 5’ Capel 90+1’ Navas |

### Champions League

#### Turni preliminari
| Arbitro: | Brych |

|                          |           |                                |
| Salpingidis 47’ Leto 74’ | Marcatori | 36’ Maxi 63’ Forlán 70’ Agüero |

| Arbitro: | Vink |

|                             |           |  |
| Vyntra 4’ (aut.) Agüero 83’ | Marcatori |  |

#### Fase a gironi
| Madrid 15 settembre 2009, ore 20:45 CEST Gruppo D – 1ª giornata | Atlético Madrid | 0 – 0 referto | APOEL | Vicente Calderón (40 000 spett.)\| Arbitro: \| Thomson \| |
| Arbitro:                                                        | Thomson         |               |       |                                                           |

| Arbitro: | Rizzoli |

|                        |           |  |
| Falcao 75’ Rolando 82’ | Marcatori |  |

| Arbitro: | Meyer |

|                                             |           |  |
| Kalou 41’, 52’ Lampard 69’ Perea 91’ (aut.) | Marcatori |  |

| Arbitro: | Kuipers |

|                   |           |                 |
| Agüero 66’, 90+1’ | Marcatori | 82’, 88’ Drogba |

| Arbitro: | De Bleeckere |

|                  |           |           |
| Mirosavljević 5’ | Marcatori | 62’ Simão |

| Arbitro: | Lannoy |

|  |           |                              |
|  | Marcatori | 2’ Alves 14’ Falcao 76’ Hulk |

### Europa League

#### Fase a eliminazione diretta
| Arbitro: | Nikolaev |

|           |           |           |
| Reyes 23’ | Marcatori | 77’ Keïta |

| Arbitro: | Rocchi |

|           |           |                      |
| Keïta 66’ | Marcatori | 63’ Simão 90’ Forlán |

| Madrid 11 marzo 2010, ore 19:00 CET Ottavi di finale – Andata | Atlético Madrid | 0 – 0 referto | Sporting Lisbona | Vicente Calderón (45 000 spett.)\| Arbitro: \| Vink \| |
| Arbitro:                                                      | Vink            |               |                  |                                                        |

| Arbitro: | Kircher |

|                         |           |                |
| Liédson 19’ Polga 45+1’ | Marcatori | 3’, 33’ Agüero |

| Arbitro: | Thomson |

|                         |           |                      |
| Fernandes 66’ Villa 82’ | Marcatori | 59’ Forlán 72’ López |

| Madrid 8 aprile 2010, ore 21:05 CEST Quarti di finale – Ritorno | Atlético Madrid | 0 – 0 referto | Valencia | Vicente Calderón (55 000 spett.)\| Arbitro: \| Meyer \| |
| Arbitro:                                                        | Meyer           |               |          |                                                         |

| Arbitro: | Duhamel |

|           |           |  |
| Forlán 9’ | Marcatori |  |

| Arbitro: | Hauge |

|                           |           |             |
| Aquilani 44’ Benayoun 94’ | Marcatori | 102’ Forlán |

| Arbitro: | Rizzoli |

|                  |           |            |
| Forlán 32’, 116’ | Marcatori | 37’ Davies |

## Statistiche

### Statistiche di squadra
| Competizione          | Punti | Totale | Totale | Totale | Totale | Totale | Totale | DR  |
| Competizione          | Punti | G      | V      | N      | P      | Gf     | Gs     | DR  |
| --------------------- | ----- | ------ | ------ | ------ | ------ | ------ | ------ | --- |
| Primera División      | 47    | 38     | 13     | 8      | 17     | 57     | 61     | -4  |
| Coppa del Re          | -     | 9      | 5      | 1      | 3      | 21     | 10     | +11 |
| UEFA Champions League | 3     | 6      | 0      | 3      | 3      | 3      | 12     | -9  |
| UEFA Europa League    | -     | 9      | 3      | 5      | 1      | 11     | 9      | +2  |
| Totale                | 50    | 64     | 21     | 17     | 24     | 92     | 92     | 0   |